# Schinznach
Schinznach (schweizerdeutsch: ˈʃɪntsˌnɑχ) ist eine Einwohnergemeinde im Schweizer Kanton Aargau. Sie gehört zum Bezirk Brugg, liegt im Schenkenbergertal und entstand am 1. Januar 2014 aus der Fusion von Oberflachs und Schinznach-Dorf.

## Geographie
Sowohl Schinznach-Dorf als auch Oberflachs liegen in dem von Westen nach Osten verlaufenden Schenkenbergertal. Der Talbach entspringt in der Nähe der Staffelegg, fliesst durch beide Dörfer und mündet in die Aare. Unmittelbar gegenüber der Mündung teilt sich die Aare in zwei Flussarme. Rund ein Viertel der schmalen, vier Kilometer langen Schacheninsel gehört zum Gemeindegebiet von Schinznach. Im Osten erstreckt sich das Schinznacherfeld, eine rund anderthalb Kilometer breite Ebene entlang dem Aareufer – mit Schinznach-Dorf (375 m ü. M.) auf der entgegengesetzten (westlichen) Seite der Ebene. Nach Norden hin verengt sich das Schinznacherfeld, bis es beim Weiler Wallbach (360 m ü. M.) nur noch eine Breite von etwa 200 Metern besitzt. Am nördlichen Dorfrand von Schinznach-Dorf breitet sich eine Kiesgrube aus. Der westliche Dorfrand ist fast mit dem Siedlungsgebiet von Oberflachs (398 m ü. M.) zusammengewachsen.
Geprägt wird die Landschaft von steil aufragenden Höhenzügen des Faltenjuras beidseits des Schenkenbergertals, die zum Teil bewaldet oder mit Reben bepflanzt sind. Entlang der nördlichen Gemeindegrenze erheben sich der Dreierberg (758 m ü. M.) und der Linnerberg (757 m ü. M.), im Nordwesten der Grund (731 m ü. M.). Im Süden steigt das Gelände allmählich bis zum Grat der Gislifluh auf einer Höhe von 770 Metern an. An der westlichen Gemeindegrenze steht auf einem Felsvorsprung über dem Talbach das Schloss Kasteln.
Die Fläche des Gemeindegebiets beträgt 1224 Hektaren, davon sind 538 Hektaren bewaldet und 154 Hektaren überbaut. Der höchste Punkt liegt auf 770 Metern auf dem Gislifluhgrat, der tiefste auf 340 Metern an der Aare. Das gesamte Gemeindegebiet ist Teil des Juraparks Aargau, einem «Regionalen Naturpark von nationaler Bedeutung». Nachbargemeinden sind Bözberg im Norden, Villnachern im Nordosten, Brugg im Osten, Veltheim im Südosten, Auenstein im Süden, Thalheim im Westen und Zeihen im Nordwesten.

## Geschichte

Luftbild aus 300 m Höhe von Walter Mittelholzer (1923)

Schinznach wurde erstmalig im Jahre 1189 als Schincennacho urkundlich erwähnt. Ein Unterstand aus dem Mesolithikum, eine neolithische Siedlung und zwei römischen Villen belegen die frühen Besiedlung. Die niedere Gerichtsbarkeit über Schinzenach verkauften die Herren von Ostrach 1414 an die Herren von Mülinen; hochgerichtlich gehörte der Ort zu Schenkenberg, das ab 1460 eine bernische Landvogtei war, ab 1732 gehörte es zur Vogtei Kasteln.
Die frühere Gemeinde Schinznach-Dorf trug bis 1938 offiziell den Namen Schinznach. Ein Fusionsprojekt namens Schenkenberg sollte die Gemeinden Oberflachs, Schinznach-Bad, Schinznach-Dorf, Veltheim und Villnachern vereinen. Es kam jedoch nicht zustande, weil die Stimmberechtigten von Veltheim die Fusion am 5. April 2009 ablehnten. Das daraufhin initiierte Fusionsprojekt ohne Veltheim scheiterte am 25. Oktober 2009 an der Ablehnung der Stimmberechtigten von Villnachern.
Daraufhin beschlossen die Gemeindeversammlungen von Oberflachs und Schinznach-Dorf, eine Fusion von noch zwei Gemeinden anzustreben. Der entsprechende Beschluss wurde am 18. Juni 2012 in obligatorischen Volksabstimmungen bestätigt. In Oberflachs lautete das Ergebnis 165:23 zugunsten der Fusion, in Schinznach-Dorf 532:78. Der Zusammenschluss erfolgte schliesslich am 1. Januar 2014. Schinznach-Bad wiederum hat sich zu Beginn des Jahres 2020 mit dem Bezirkshauptort Brugg zusammengeschlossen.

## Wappen
Die Blasonierung des Gemeindewappens lautet: «In Blau auf weissem Fluss im Schildfuss gelber Rebstock mit zwei gelben Blättern und zwei gelben Trauben, dessen Rebe sich s-förmig um den gelben Stickel windet.» Der Rebstock nimmt Bezug auf die Tatsache, dass durch die Fusion die grösste Weinbaugemeinde des Kantons entstanden ist. Die S-Form deutet den Gemeindenamen an, und der Fluss steht für den Talbach.

## Bevölkerung

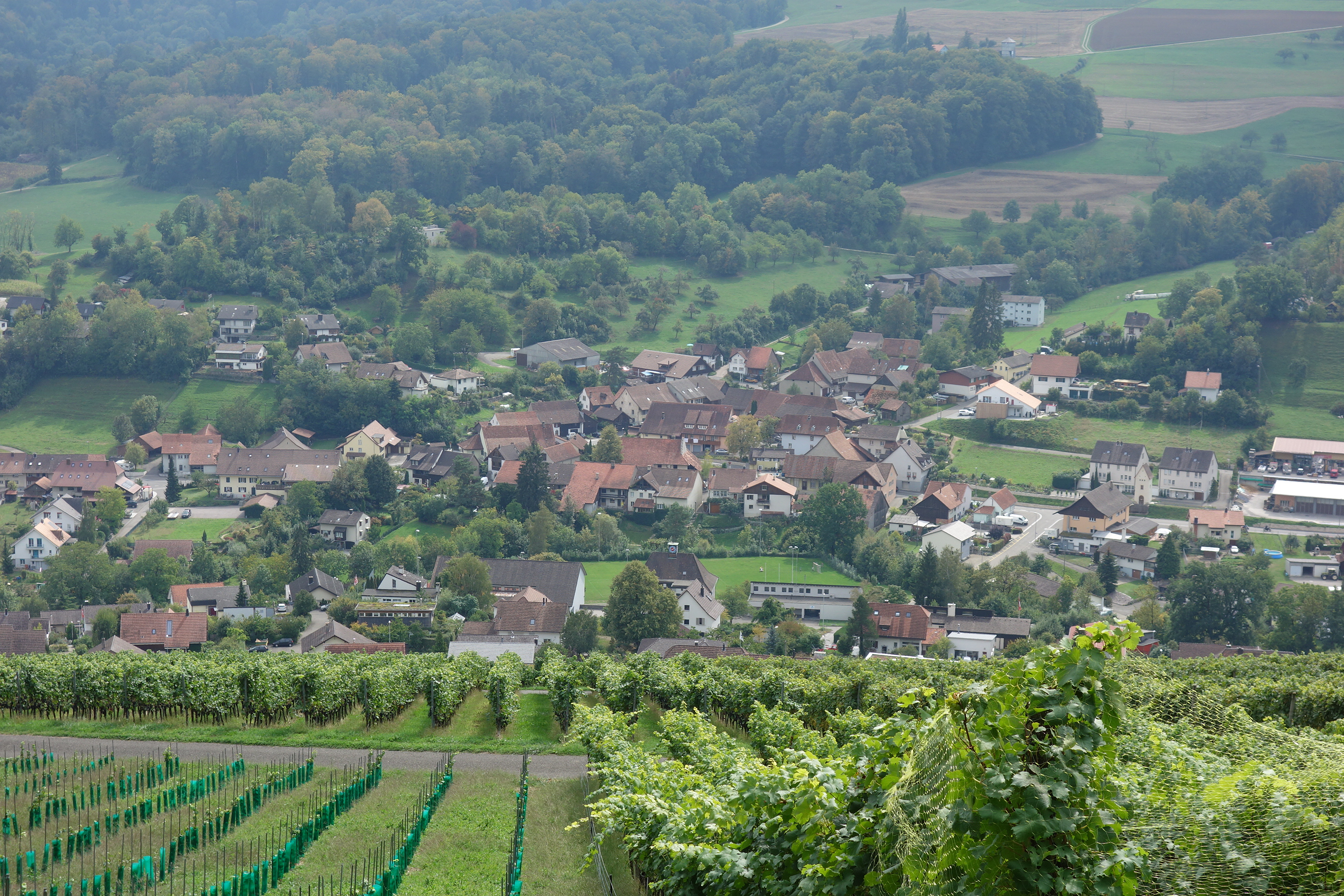
Oberflachs

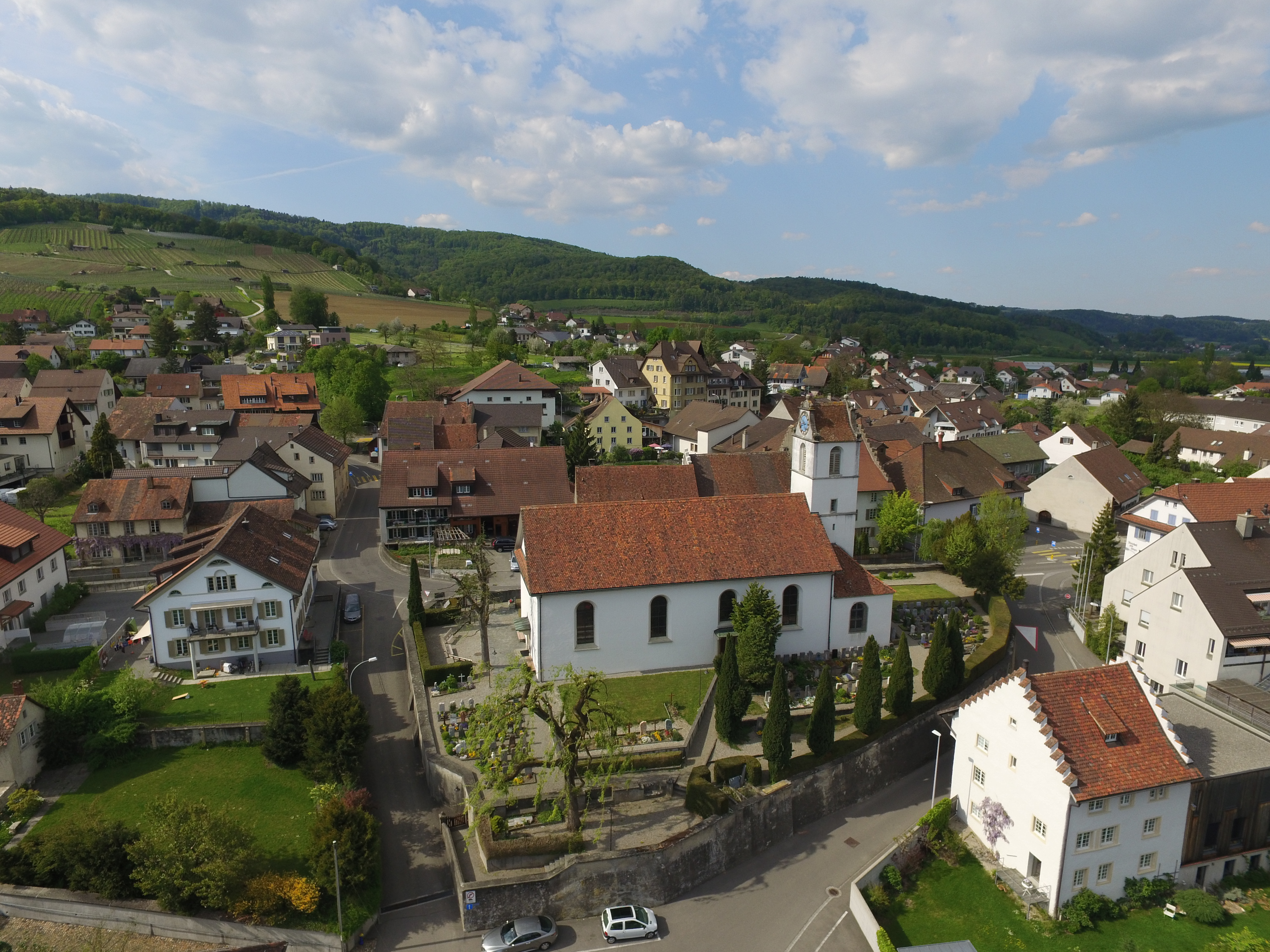
Schinznach-Dorf

Am 31. Dezember 2023 lebten 2430 Menschen in der Gemeinde Schinznach, der Ausländeranteil betrug 19,1 %. Bei der Volkszählung 2015 bezeichneten sich 48,7 % als reformiert und 22,1 % als römisch-katholisch; 29,2 % waren konfessionslos oder gehörten anderen Glaubensrichtungen an. Bei der Volkszählung 2000 gaben – auf die beiden früheren Gemeinden zusammen bezogen – 94,7 % Deutsch als ihre Hauptsprache an, gefolgt von je 0,9 % Albanisch und Spanisch.

## Politik und Recht
Die Versammlung der Stimmberechtigten, die Gemeindeversammlung, übt die Legislativgewalt aus. Ausführende Behörde ist der fünfköpfige Gemeinderat. Er wird im Majorzverfahren vom Volk gewählt, seine Amtsdauer beträgt vier Jahre. Der Gemeinderat führt und repräsentiert die Gemeinde. Dazu vollzieht er die Beschlüsse der Gemeindeversammlung und die Aufgaben, die ihm vom Kanton zugeteilt wurden. Für Rechtsstreitigkeiten ist in erster Instanz das Bezirksgericht Brugg zuständig. Schinznach gehört zum Friedensrichterkreis VIII (Brugg).

## Wirtschaft
In Schinznach gibt es gemäss der im Jahr 2015 erhobenen Statistik der Unternehmensstruktur (STATENT) rund 1200 Arbeitsplätze, davon 14 % in der Landwirtschaft, 33 % in der Industrie und 53 % im Dienstleistungssektor. Die meisten Erwerbstätigen sind Wegpendler und arbeiten in nahen Städten wie Aarau, Brugg oder Lenzburg.
Seit jeher von grosser Bedeutung ist in beiden Dörfern der Weinbau: An den Süd- und Südosthängen des Grunds werden über zwei Dutzend verschiedene Rebsorten angebaut, wobei Riesling × Sylvaner, Blauburgunder und Sauvignon Blanc zusammen mehr als die Hälfte der Produktion ausmachen. Die Anbaufläche beträgt insgesamt 45,7 Hektaren und ist somit die grösste aller Aargauer Gemeinden. Schweizweit bekannt ist die Baumschule Zulauf AG am nördlichen Rand von Schinznach-Dorf: Auf ihrem Firmengelände fährt die Schinznacher Baumschulbahn, eine mit Dampflokomotiven betriebene Kleinbahn (Spurweite 600 mm).

## Verkehr
Östlich an Schinznach-Dorf vorbei führt die Kantonsstrasse 473 von Brugg nach Veltheim. Sie kreuzt sich mit der Kantonsstrasse 474 von Schinznach-Bad über Schinznach-Dorf, Oberflachs und Thalheim zur Staffelegg-Passhöhe. Etwa einen Kilometer nördlich von Schinznach-Dorf verläuft die Autobahn A3 zwischen Basel und Zürich. Um die Lärmemissionen zu verringern, wurde sie im flachen Schinznacherfeld in einen Tagbautunnel verlegt.
Die Anbindung an das Netz des öffentlichen Verkehrs erfolgt durch zwei Postautolinien. Sie führen einerseits von Schinznach-Dorf zum Bahnhof Wildegg, anderseits vom Bahnhof Brugg nach Thalheim. An Wochenenden verkehrt ein Nachtbus von Brugg über Schinznach-Bad und Schinznach nach Thalheim. Etwa anderthalb Kilometer nördlich von Schinznach-Dorf verläuft die SBB-Bözbergstrecke; die vor dem Ostportal des Bözbergtunnels gelegene Station Schinznach-Dorf wurde 1993 geschlossen.

## Bildung
In der Schulanlage Schinznach-Dorf werden ein Kindergarten, die Primarschule in Jahrgangsklassen (1. bis 6. Klasse) und die Bezirksschule geführt, in Oberflachs eine Kindergartenabteilung und eine altersdurchmischte Primarschulklasse (1. bis 3. Klasse). Die Sekundarschule und die Realschule können in Veltheim besucht werden. Die nächstgelegenen Gymnasien sind die Alte Kantonsschule und die Neue Kantonsschule, beide in Aarau.

## Persönlichkeiten
- Hansruedi Bruder (1937–1998), Leichtathlet